# Francisco Antequera
Pour les articles homonymes, voir Antequera (homonymie).
Antequera  Alabau est un nom espagnol. Le premier nom de famille, en général paternel, est Antequera ; le second, en général maternel, souvent omis, est Alabau.
Francisco José Antequera Alabau (né le 9 mars 1964 à Castellar) est un coureur cycliste espagnol. Professionnel de 1985 à 1993, il a remporté le Tour de La Rioja et le Tour de Burgos. Il a été sélectionneur de l'équipe d'Espagne masculine sur route de 1997 à 2008.

## Palmarès
- 1984
  -  Champion d'Espagne sur route amateurs

- 1985
  - Tour de La Rioja
    - Classement général
    - 1re étape

- 1986
  - 3e du Tour de La Rioja

- 1987
  - 2e du Tour de Cantabrie
  - 3e du Tour de Burgos

- 1989
  - Tour de Burgos :
    - Classement général
    - 1re étape

  - 2e de la Clásica a los Puertos
  - 2e de la Classique de Saint-Sébastien

- 1990
  - 2e étape du Tour de Cantabrie

## Résultats sur les grands tours

### Tour de France
5 participations
- 1986 : 94e
- 1987 : 117e
- 1988 : 121e
- 1989 : 111e
- 1992 : 109e

### Tour d'Italie
1 participation
- 1985 : non partant (4e étape)

### Tour d'Espagne
5 participations
- 1986 : 83e
- 1988 : 81e
- 1990 : abandon
- 1991 : abandon
- 1992 : abandon